# Shar pei
Shar pei är en hundras från Kina. Den har ett ursprung som kamp-, vakt- och jakthund, men idag används den mest som sällskaps- och familjehund. 
Rasens namn, shar pei, betyder "sandskinn" och syftar på hundens säregna pälsstruktur, kort och utstående så att den vid beröring ger en sträv känsla.

## Historia

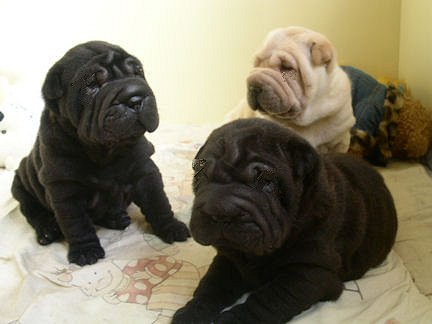
Valpar

Rasen har sina rötter i Guangdong-provinsen i sydöstra Kina. Skulpturer av hundar påminnande om shar pei tillverkades redan under Handynastin. Det är troligt att shar pei delar gemensamt ursprung med chow chow och att olika hundar av molossertyp finns bland rasens föregångare. Shar pei var allmogens hund. Hundarna användes till att vakta familjen och hemmet men även till jakt, speciellt för jakt på vildsvin. Hundarna användes också i hundkamper, då de hade mycket löst skinn som försvårade för motståndaren att komma åt dem, och det förekom vadslagning.
Efter att Kina i slutet på 1940-talet fått ett kommunistiskt styre höll rasen nästan på att utrotas. Husdjur betraktades som en lyxvara, det blev mycket svårt för befolkningen att äga hund. 
På 1960-talet fanns bara ett fåtal shar pei kvar i Kina, då en affärsman från Hongkong, Matgo Law, påbörjade ett försökt att rädda de exemplar som fanns kvar. Även gatuhundar som påminde om shar pei skall ha använts för att rädda rasen och fortfarande har aveln problem med relativt stora avvikelser från standarden. Kennelklubben i Hongkong erkände rasen 1968. 1973 skrev Law till en amerikansk hundtidning om sitt arbete med att bevara rasen. Han skickade även med några bilder och uppmanade amerikanska uppfödare att hjälpa honom bevara rasen genom att köpa hundar. Uppmaningen fick snabbt positivt respons och ett antal hundar exporterades till USA. 1978 angav Guinness rekordbok shar pei som världens ovanligaste hundras, men den ökade efterhand i popularitet i både USA och Kanada och kom snart även till Europa. Idag har rasen ett stabilt bestånd.

## Egenskaper
Som familjehund är den lugn, trogen och sällskaplig och går ofta bra ihop med barn och andra hundar. Den är lättlärd men kan dock vara envis och behöver fast uppfostran. Mot främlingar kan den vara mer avvaktande och reserverad, men den ska inte vara aggressiv. Den är inte speciellt krävande med avseende på motionsbehovet, regelbunden rastning och tillfällen till att röra sig fritt och leka är tillräckligt. Rasen har kvar viss vaktinstinkt, vilket gör att den kan fungera som vakthund, men vaktinstinkten gör också att tidig social träning behövs. Vissa individer har jaktlust men hos det övervägande antalet är denna egenskap inte så utpräglad.

## Utseende
Shar pei är en medelstor hund, typiskt för rasen är förutom dess päls och rynkade utseende ett brett nosparti och små, högt ansatta öron. Mankhöjden är 44–51 centimeter och hunden ska vara starkt och kompakt byggd. Den har blå tunga och även munhåla. Pälsfärgen varierar, hunden skall dock vara enfärgad och vitt accepteras inte. Längden på pälsen får högst vara 2,5 centimeter. Det finns olika pälsvarianter, en hund med lägre päls kallas "brush coat" och en hund med kortare päls kallas "horse coat". Valparna är mycket rynkiga, men växer med tiden i sitt skinn och har som vuxen endast rynkor i ansiktet och på manken. 
Det utseendemässiga idealet för den vuxna hunden har varierat med tiden både vad gäller mängden rynkor och storleken och ändringar i rasstandarden har gjorts flera gånger. Rasen har haft problem med en del osunda defekter, något uppfödarna har lagt ner arbete på att försöka avla bort. Svårare hälsoproblem har med sundare avel blivit mindre vanliga.

## Hälsa
Shar pei har vissa rasbundna sjukdomar såsom shar pei-feber (upprepade febertoppar) och amyloidos (defekt i immunförsvaret). Även öron-, ögon- och hudsjukdomar förekommer.